# Schroniska w Łupkowie
Schroniska w Łupkowie – nieistniejące obecnie schroniska turystyczne położone na terenie wsi: Łupków (Nowy Łupków) oraz Stary Łupków w Bieszczadach.

## Schronisko PTT w Starym Łupkowie
W okresie przedwojennym na terenie obecnego Starego Łupkowa istniało schronisko turystyczne, prowadzony przez oddział Polskiego Towarzystwa Tatrzańskiego z Sanoka. Mieściło się ono w dzierżawionym od grudnia 1936 roku od Dyrekcji PKP we Lwowie budynku tzw. "Wartowni" w bezpośrednim sąsiedztwie tunelu kolejowego w Łupkowie, położonym na wysokości 624 m n.p.m. Oferowało 40 miejsc noclegowych (18 łóżek, 22 sienniki). W latach 1937–1938 prowadzono w nim prace remontowe, jednocześnie udzielając noclegów (w tym okresie nocowało w nim 50 osób). Oficjalnie obiekt otwarto 6 stycznia 1938 roku, a jego dzierżawcą została Franciszka Strzelecka. Działało do lata 1938 roku, kiedy to zostało zdewastowane przez robotników, pracujących przy remoncie tunelu. Nie wiadomo, czy było czynne w okresie późniejszym. 

### Szlaki turystyczne w 1936 r.
- na Wielki Bukowiec (Pasikę) (849 m n.p.m.) przez Średni Garb (822 m n.p.m.), Przełęcz Beskid (683 m n.p.m.) i Terniak (744 m n.p.m.),
- do Solinki przez Kosarkę (795 m n.p.m.) i Wysoki Groń (902 m n.p.m.),
- na Chryszczatą (Kreszczatą) (909 m n.p.m.) przez Smolnik i Maguryczne (884 m n.p.m.).

## Schronisko PTTK w Nowym Łupkowie
Po II wojnie światowej PTTK uruchomił na terenie ówczesnego Nowego Łupkowa schronisko turystyczne. Było położone w pobliżu stacji kolejowej. Powstało na bazie baraku, wybudowanego w latach 1953–1955 dla robotników uruchamiających Bieszczadzką Kolejkę Leśną. Zostało otwarte latem 1965 roku. Posiadało 32 miejsca noclegowe i prowadziło bufet turystyczny. Działało jeszcze w latach 80. XX wieku.